# Roberto Alessandri
Roberto Alessandri (Civitavecchia, 1º dicembre 1867 – Roma, 8 agosto 1948) è stato un chirurgo e politico italiano.

## Attività scientifica
Professore universitario di chirurgia a Roma, primario dell'Ospedale San Giacomo in Augusta e successivamente del Policlinico Umberto I, scrisse varie opere in diversi campi chirurgici.
A lui si deve l'operazione di Alessandri, ossia una particolare laminectomia. Si occupò inoltre delle vie biliari e delle ferite d'arma da fuoco.

## Attività politica
Nel 1939 fu nominato senatore.